# Udon (rivière)
L'Udon est une rivière française de Normandie, affluent de l'Orne (rive gauche).

## Géographie
L'Udon prend sa source sur le territoire de la commune de Chahains et se dirige vers l'ouest puis rapidement vers le nord. Elle se joint aux eaux de l'Orne, entre Écouché et Sevrai, après un parcours de 28,3 km entre pays d'Houlme et plaine d'Argentan.

## Bassin et affluents
Le bassin de l'Udon est à l'ouest de celui de la Cance et à l'est de celui de la Maire, deux autres affluents de l'Orne qu'ils rejoignent au nord. Le sud est limitrophe du bassin de la Loire, par ceux de ses sous-affluents, la Doucelle (affluent de la Mayenne) au sud-ouest et le Sarthon (affluent de la Sarthe) au sud-est.
Deux des affluents de l'Udon dépassent les 10 km : le Couillard (11,4 km) en rive gauche à Vieux-Pont et le ruisseau du Moulin de Besnard (12,7 km) un kilomètre plus en aval en rive droite entre Sainte-Marie-la-Robert et Vieux-Pont. La Rânette (7,2 km) conflue peu après en rive gauche, alors que le ruisseau de Gosu (6,4 km) donne ses eaux, toujours en rive gauche, mais près de la confluence avec l'Orne.

## Communes traversées
Le cours de l'Udon est entièrement dans le département de l'Orne.
- Chahains (source),
- Saint-Martin-des-Landes (en limite nord),
- Carrouges (limite, traverse, puis limite à nouveau),
- Saint-Martin-l'Aiguillon (en limite est),
- Sainte-Marguerite-de-Carrouges (en limite ouest),
- Sainte-Marie-la-Robert (en limite ouest),
- Vieux-Pont (limite puis traverse),
- Joué-du-Plain,
- puis limite entre Sevrai et Écouché (confluent avec l'Orne).

## Vallée de l'Udon

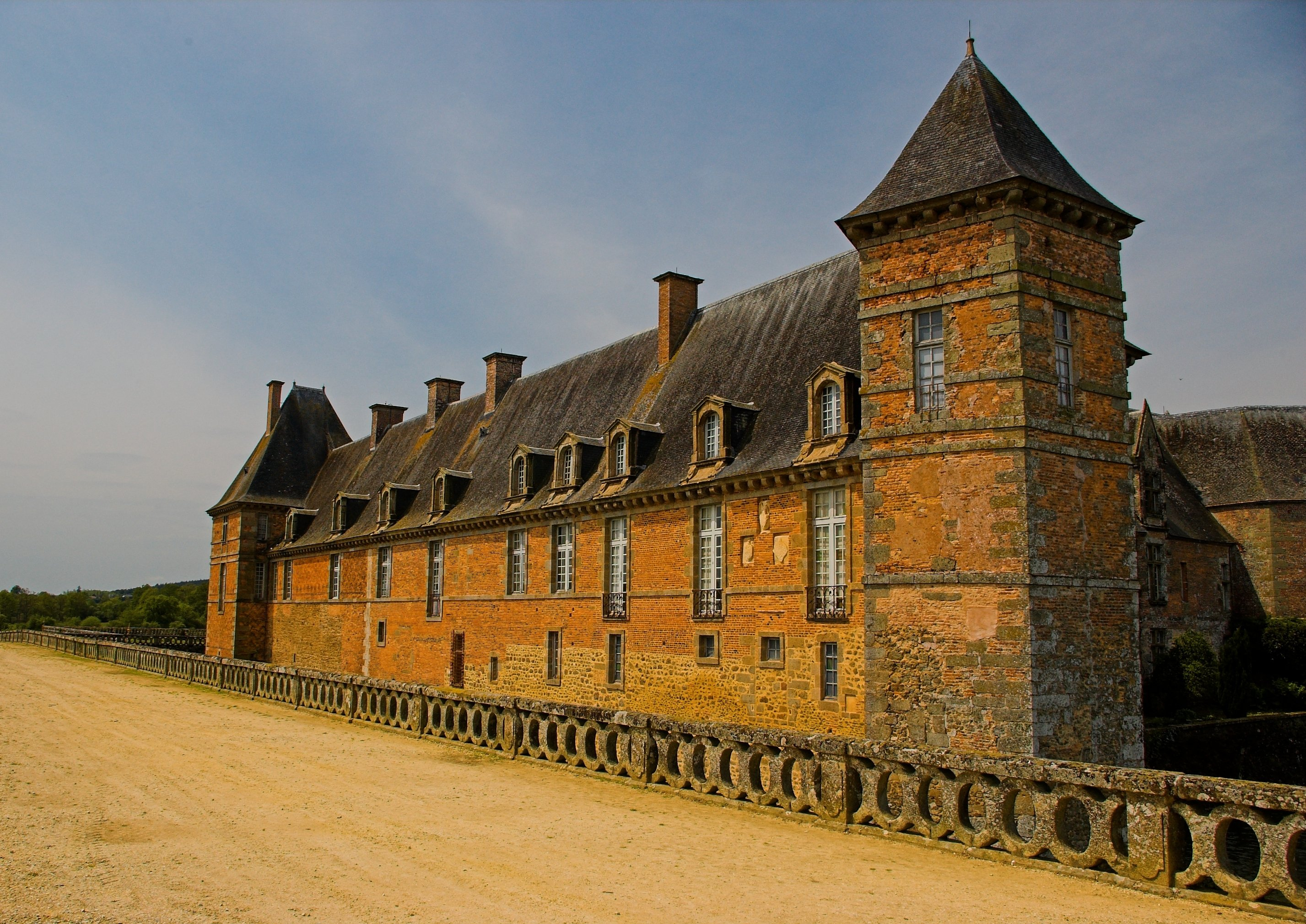
Façade orientale du château de Carrouges.

- Château de Carrouges.
- Manoir du Désert à Vieux-Pont.